# BMW S1000 RR
BMW S1000RR — спортивний мотоцикл класу супербайк серійного виробництва BMW Motorrad (відділення концерну BMW). На гоночній версії цього мотоцикла їздила команда пілотів BMW Motorrad Motorsport на чемпіонаті світу Супербайк.
Мотоцикл був представлений в Мюнхені в квітні 2008 року. В 2010 був визнаний як Найкращий мотоцикл року.
Розгін до 100 км/год відбувається за 3,1 с. Максимальна швидкість мотоцикла 299 км/год.

## Динамічні показники
Рекордно потужний двигун класу 1000 см3 і відмінна керованість наділяють BMW S1000RR неперевершеними динамічними характеристиками серед усіх крупносерійних мотоциклів 2010 року, заміри проведені різними мотовиданнями демонструють 174–176,5 к.с. при 13000 об/хв на задньому колесі, що відповідає заявленим 193 к.с. на колінчастому валу. У порівняльному тесті Master Superbike 2010 мотоцикл показав 192 к.с. на колінчастому валу при 13000 об/хв, 1 км з місця мотоцикл пройшов за 18,5 с, розвинувши 285 км/год. Класична дистанція 1/4 милі була пройдена за 10,1 с. зі швидкістю 235 км/год. На кільцевій трасі BMW S1000RR показав найкращий час проходження кола. Німецький журнал Motorrad провів порівняльний тест найпотужніших спортбайків класу 1000 см3 і 1400 см3 2010 модельного року, за результатами якого BMW S1000RR виявився найдинамічнішим мотоциклом, розвинувши 305 км/год і розігнавшись з місця до 200 км/год за 6,9 с. і до 250 км/год за 10,4 с і до 280 км/год за 14,8. Тим самим BMW S1000RR за швидкісними показниками перевершує всі крупносерійні мотоцикли на 2010 рік, включно з Suzuki GSXR1300 Hayabusa і Kawasaki ZZ-R1400. За результатами тестів американського журналу Sport Rider, серійний мотоцикл на професійній трасі для дрег-рейсингу пройшов 1/4 милі за 9,57 с., розвинувши рекордні 251 км/год. Журналісти порталу Motorcyclenews, встановивши на серійний мотоцикл задню зірочку, що має на 2 зуба менше стандартної, домоглися максимальної швидкості 307 км/год, заклеївши щілини скотчем і прибравши дзеркала, підвищили швидкість до 314,55 км/год, змістивши пілота назад, вдалося досягти 317,51 км/год. На всі зміни було витрачено 22 фунта стерлінгів.

## Ціна
На 22 липня 2016 року мотоцикл у офіційного дилера в Україні (АВТ Баварія) коштував 534 936 гривень.

## Галерея

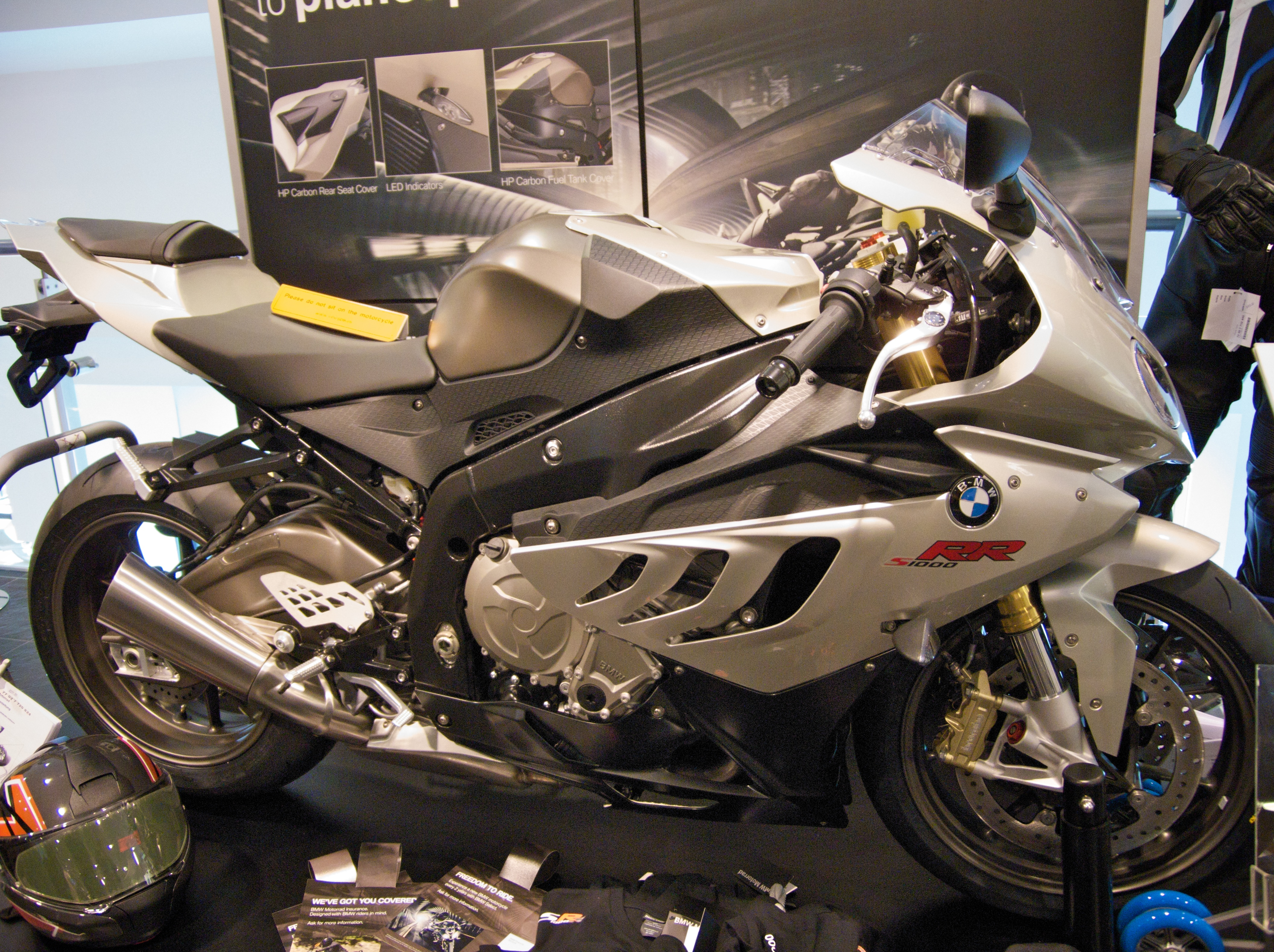
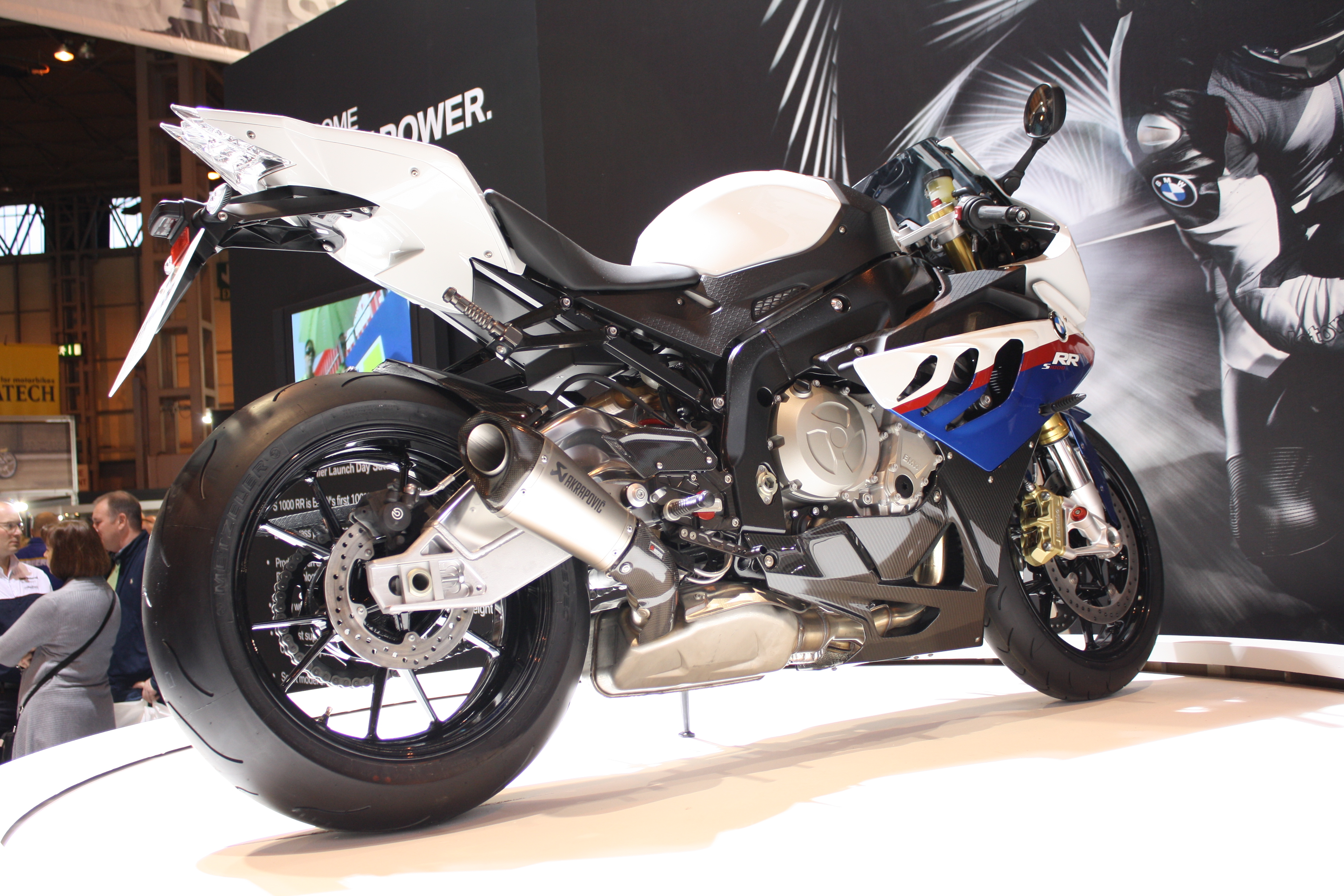
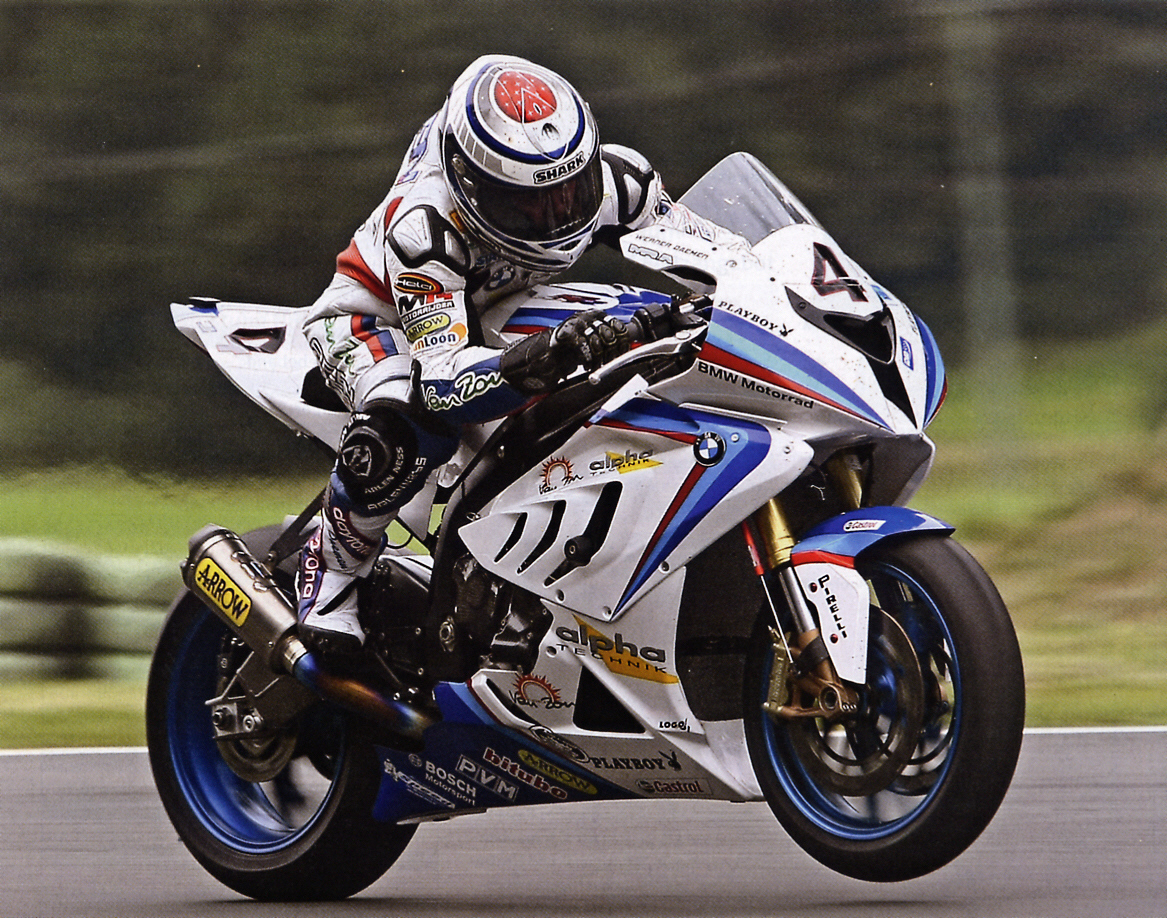